# 18781 Indaram
18781 Indaram è un asteroide della fascia principale. Scoperto nel 1999, presenta un'orbita caratterizzata da un semiasse maggiore pari a 2,4056229 UA e da un'eccentricità di 0,1761333, inclinata di 1,78269° rispetto all'eclittica.